# NGC 4082
NGC 4082 is een lensvormig sterrenstelsel in het sterrenbeeld Maagd. Het hemelobject werd op 25 maart 1865 ontdekt door de Duitse astronoom Albert Marth.

## Synoniemen
- MCG 2-31-26
- ZWG 69.46
- PGC 38274